# Asociația Youth Hostel România
Asociația Youth Hostel România (YHR) este o organzație non-guvernamentală  înființată în 1999 la inițiativa câtorva manageri de hoteluri de tineret deja existente în țară. 
Activitatea YHR se desfășoară sub egida Federației Internaționale de Youth Hostel, cu sediul central în Londra, care funcționează în toată lumea de zeci de ani. Federația Internațională de Youth Hostel a dezvoltat un sistem de rezervări on-line, care asigură cunoașterea și ocuparea hotelurilor de tineret din toată lumea.

## Obiective
- dezvoltarea și promovarea turismului pentru tineret prin rețeaua Youth Hostel și valorificarea potențialului turistic al României
- înființarea unei rețele de hoteluri pentru tineret în sistemul Youth Hostel
- conștientizarea și familiarizarea publicului cu sistemul Youth Hostel

## Programe derulate
- În anul 2000 a reușit să obțină clasificarea de youth hostel în cadrul normelor Ministerului Transporturilor și Turismului (actualmente: Ministerul Turismului) și a Oficiului de Autorizare și Control.
- Din 2002 este membru al Federației Internaționale de Youth Hostel.
- Eliberează legitimații de membru Youth Hostel recunoscute în cele peste 4.300 de hosteluri din întreaga lume și oferă informații privind Youth Hostel-urile din întreaga lume și din țară.
- Oferă rezervări on-line în aproximativ 2.000 de hosteluri din întreaga lume prin sistemul www.hihostels.com.
- Oferă consultanță privind standardele Federației Internaționale de Youth Hostel și condițiile înscrise de către Ministerul Turismului - Oficiul de Autorizare și Control privind clasificarea youth hostel-urilor.
- Derulează proiecte de promovare - catalogul de Youth Hostel-uri din România -editat anual în engleză și distribuit atât în țară cât și în străinătate cu sprijinul Ministerului Turismului, anual în 20.000 copii – contribuie astfel la promovarea turismului românesc în țară și în străinătate.
- Participă la târguri și expoziții naționale și internaționale de turism și de ONG-uri.

## Hosteluri în România
- Arad 
  - Hostel Fortress
- Bârsana(Maramureș) 
  - Pensiunea Pop
- Brașov 
  - Hostel Mara Brașov
  - Hostel Predeal
- București 
  - Vila Gabriela
  - Villa Helga
  - Alex Villa
  - Hostel Central
  - Lucky House Hostel
- Bușteni 
  - Vila Șoimul
- Cluj-Napoca 
  - Retro Hostel
  - Transylvania Hostel
- Constanța 
  - Hostel EOL 777
- Craiova 
  - Griffon Youth Hostel
- Deva 
  - Deer-Căprioara Hostel
- Drobeta Turnu Severin 
  - Hostel Drobeta
- Filpișu Mare(Mureș) 
  - Rainbow Hostel
- Galați 
  - Hostel Galati
- Hales(Buzau) 
  - Vila Bradu
  - Vila Miorița
- Moneasa 
  - Moneasa Hostel
- Oradea 
  - Hostel Oradea
  - Posticum Hostel
  - Pihe Hostel
- Pădureni 
  - Hostel Pădureni-Beseneu
- Piatra Neamț 
  - Hostel Cozla
- Răscruci 
  - Hostel Kallos
- Sângeorz-Băi 
  - Hostel Sângeorz-Bai
- Satu Mare 
  - Hostel Satu Mare
- Sibiu 
  - The Old Town Hoste
- Sighișoara 
  - Burg Hostel
- Sinaia 
  - Casa Elevilor Sinaia
- Sovata 
  - Sovata Hostel
- Stâna 
  - Riszeg Hostel
- Stațiunea Eforie Sud 
  - Hostel Eforie Sud
- Suceava 
  - High Class Hostel
  - Lary Hostel
- Sulina 
  - Hostel Danube Delta
- Târgu Mureș 
  - MS Hostel
  - Hostel Târgu Mureș
- Tismana 
  - Gura Plaiului
- Vadu Izei(Maramures) 
  - Casa Muntean
- Vaslui 
  - Youth Hostel Vaslui
- Vatra Dornei 
  - Pensiunea Sarco